# Sirkali
Sirkali é uma cidade e um município no distrito de Nagapattinam, no estado indiano de Tamil Nadu.

## Demografia
Segundo o censo de 2001,  Sirkali  tinha uma população de 32,084 habitantes. Os indivíduos do sexo masculino constituem 50% da população e os do sexo feminino 50%. Sirkali tem uma taxa de literacia de 76%, superior à média nacional de 59.5%: a literacia no sexo masculino é de 81% e no sexo feminino é de 71%. Em Sirkali, 11% da população está abaixo dos 6 anos de idade.